# Seymour Parker Gilbert
Seymour Parker Gilbert, född 13 oktober 1892 i Bloomfield, New Jersey, död 23 februari 1938 i New York, var en amerikansk finansexpert.
Efter en snabb karriär i Förenta staternas finansiella administration kom Gilbert hösten 1924 till Berlin som generalagent för den kommission, vilken omhänderhade uttagandet av det krigsskadestånd, som ålagts Tyskland 1919. För utformandet av den så kallade Youngplanen, vilken omredigerade den tyska skadeståndsskulden, spelade han stor roll. Han erhöll för sin insats franska, belgiska och italienska utmärkelser. År 1930 återvände Gilbert till Förenta staterna och blev delägare i J.P. Morgan & Co.